# Mount Pleasant, Iowa
Mount Pleasant là một thành phố thuộc quận Henry, tiểu bang Iowa, Hoa Kỳ. Năm 2010, dân số của thành phố này là 8668 người.

## Dân số
Dân số qua các năm:
- Năm 2000: 8751 người.
- Năm 2010: 8668 người.